# Ortervirales
Ortervirales es un orden de virus que contiene a los retrovirus, caulimovirus y los retrotransposones LTR derivados de estos.  Su distribución es amplia, afectando a protistas, plantas, hongos y animales, lo que sugiere un origen muy antiguo, posiblemente coincidente con el surgimiento de los eucariotas. Entre las especies que afectan a los seres humanos destaca el virus de la inmunodeficiencia humana (VIH).
Los Ortervirales son virus ARN monocatenario que se replican a través de una cadena de ADN intermediario o ADN bicatenario que se replican a través de una cadena de ARN intermediario. El nombre del orden se deriva del reverso de retro (orter). En el marco del esquema de la Clasificación de Baltimore se integran en los grupos VI (virus ARN monocatenario retrotranscritos o ssARN-RT) y VII (virus ADN bicatenario retrotranscritos o dsADN-RT).

## Clasificación y filogenia
Se conocen seis familias de retrovirus, de las cuales cinco de ellas se clasifican en este orden. La familia restante (Hepadnaviridae) parece más distante y es clasificada aparte por el ICTV. Todos los virus de transcripción inversa poseen similitudes significativas  y sus proteínas de transcriptasa inversa revelan un origen común. 
Las familias Belpaoviridae, Metaviridae, Pseudoviridae y Retroviridae (que son virus ssARN-RT) presentan otras características comunes: sus proteínas polimerasas son similares en estructura e incluyen aspartato proteasa y una integrasa perteneciente a la superfamilia de la DDE recombinasa, su ARN contiene repeticiones terminales largas (LTR) similares, también son similares las capsides y las proteínas y dominios de la nucleocapside.
Los virus de la familia Caulimoviridae (que son virus dsADN-RT) comparten algunas características con las anteriores, tal como una aspartato proteasa homóloga.